# Kultura Windmill Hill

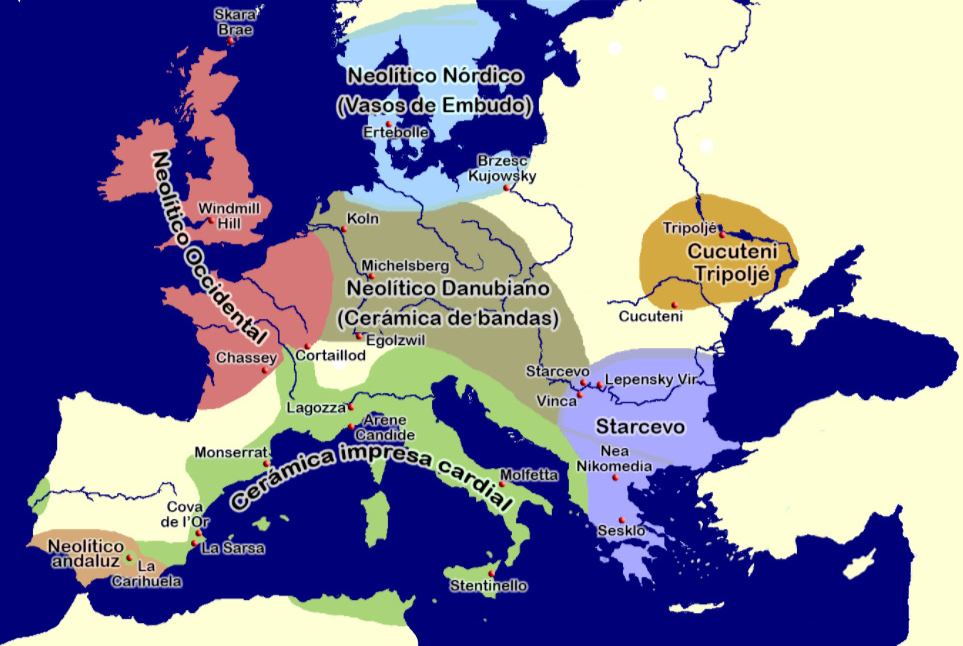
Orientacyjna mapa neolitycznej Europy, Kultura Windmill Hill zaznaczona na obszarze Wielkiej Brytanii

Kultura Windmill Hill – neolityczna i chalkolityczna kultura archeologiczna identyfikowana na podstawie znalezisk z Windmill Hill w okolicy Avebury (Wielka Brytania).
Początkowo związana z kontynentalnymi kulturami Michelsberg i Chassey rozwijała się od IV tys. p.n.e., w końcowej fazie rozwoju wchodząc w związki z kulturą pucharów dzwonowatych.
Zasięg początkowo ograniczony do biegu Tamizy, obozowiska na pagórkach otoczone rowami z przejściami. Istnieje pogląd iż nie były to założenia mieszkalno-obronne a jednak służące do przetrzymywania bydła. 
Następnie kultura Windmill Hill rozszerza swój zasięg aż po południową Szkocję i Irlandię. Głównym zajęciem ludności pozostaje hodowla bydła, również owiec i świń. Dekoracja ceramiki pojawia się późno, groty strzał i siekiery kamienne, również narzędzia kościane. 
W fazie tej pojawiają się przekraczające długość stu metrów grobowce, wydłużone mogiły (ang. long barrows).